# Comuna Ulmeni, Buzău
Ulmeni (în trecut, Dara) este o comună în județul Buzău, Muntenia, România, formată din satele Băltăreți, Clondiru, Sărata, Ulmeni (reședința) și Vâlcele. Are o populație de aproximativ 3330 locuitori. Comuna Ulmeni se afla la o distanță de 16 km vest de municipiul Buzău și 54 km de municipiul Ploiești. Prin localitate trec râul Sărata și pârâul Dara.

## Așezare
Se învecinează cu comunele Merei, Stâlpu, Movila Banului, Săhăteni și Pietroasele. Comuna este străbătută de șoseaua națională DN1B, care leagă Buzăul de Ploiești. Lângă satul Sărata, această șosea se intersectează cu șoseaua județeană DJ203C, care o leagă spre nord de Pietroasele și spre sud de Movila Banului. Prin comună trece calea ferată Buzău–Ploiești, localitățile comunei fiind deservite de stațiile Ulmeni și Clondiru

## Demografie
Componența etnică a comunei Ulmeni
     Români (87,06%)
     Romi (10,11%)
     Alte etnii (2,83%)
Componența confesională a comunei Ulmeni
     Ortodocși (96,38%)
     Alte religii (0,67%)
     Necunoscută (2,96%)
Conform recensământului efectuat în 2021, populația comunei Ulmeni se ridică la 3.146 de locuitori, în scădere față de recensământul anterior din 2011, când fuseseră înregistrați 3.199 de locuitori. Majoritatea locuitorilor sunt români (87,06%), cu o minoritate de romi (10,11%). Din punct de vedere confesional, majoritatea locuitorilor sunt ortodocși (96,38%), iar pentru 2,96% nu se cunoaște apartenența confesională.

## Politică și administrație
Comuna Ulmeni este administrată de un primar și un consiliu local compus din 11 consilieri. Primarul, Andrei-Valentin Oprina[*], de la Partidul Național Liberal, este în funcție din 1 noiembrie 2024. Începând cu alegerile locale din 2024, consiliul local are următoarea componență pe partide politice:
|  | Partid                    | Consilieri | Componența Consiliului | Componența Consiliului | Componența Consiliului | Componența Consiliului | Componența Consiliului |
|  | ------------------------- | ---------- | ---------------------- | ---------------------- | ---------------------- | ---------------------- | ---------------------- |
|  | Partidul Național Liberal | 5          |                        |                        |                        |                        |                        |
|  | Partidul Social Democrat  | 5          |                        |                        |                        |                        |                        |
|  | Alianța Dreapta Unită     | 1          |                        |                        |                        |                        |                        |

## Istorie
În 1902, comuna făcea parte din plasa Sărata a județului Buzău, se numea Dara și era formată din satele Ulmeni (reședința) și Vâlcelele, cu 1230 de locuitori în total. Cele două sate se numeau înainte Dara de Jos, respectiv Dara de Sus. Comuna era una industrializată, în ea operând o fabrică de coniac și o moară cu aburi, precum și o școală cu 52 de elevi (din care 6 fete) în cătunul Ulmeni, și 2 biserici ortodoxe. În aceeași perioadă, pe actualul teritoriu al comunei mai era organizată în cadrul aceleiași plăși și comuna Clondiru, formată din cătunele Atârnați, Băltăreți și Clondiru, cu o populație totală de 1270 de locuitori. În comuna Clondiru funcționa o școală cu 55 de elevi (din care 5 fete) și o biserică ortodoxă.
În 1925, comuna Dara fusese transferată la plasa Nișcov, iar comuna Clondiru — la plasa Tohani. În comuna Clondiru a mai apărut și cătunul Satu-Nou, iar comuna avea o populație totală de 1737 de locuitori. Comuna Dara avea în aceleași două sate 1794 de locuitori, după cum consemnează Anuarul Socec din acel an. Numele de Dara nu a mai fost folosit pentru comună din 1931, când ea a luat numele de Ulmeni, Dara rămânând doar un sat al actualei comune Pietroasele.
Anul 1950 a adus o nouă organizare administrativă în România, iar cele două comune, Clondiru și Ulmeni, au fost incluse în raionul Buzău din regiunea Buzău și apoi (după 1952) din regiunea Ploiești. În 1968, comuna Ulmeni a fost reinclusă în județul Buzău, ei alipindu-i-se și satele fostei comune Clondiru (inclusiv reședința acesteia).

## Monumente istorice
Trei obiective din comuna Ulmeni sunt incluse în lista monumentelor istorice din județul Buzău, ca monumente de interes local. Unul dintre ele este clasificat ca monument de arhitectură; este vorba de biserica „Sfinții Împărați Constantin și Elena”, datând din secolul al XIX-lea, aflată în satul Vâlcelele.
Celelalte două sunt clasificate ca situri arheologice. Situl de „Pe Movilă”, a flat la ieșirea din satul Clondiru spre Movila Banului, în jurul cramei fostului CAP, cuprinde o așezare aparținând culturii Boian din neoliticul mijlociu (mileniile al V-lea–al IV-lea î.e.n.) și una din epoca migrațiilor (cultura Cerneahov, secolele al III-lea–al IV-lea e.n.). Situl de la Ulmeni cuprinde trei așezări preistorice — una din eneolitic (mileniul al V-lea î.e.n.), una din Epoca Bronzului (mileniile al III-lea–al II-lea î.e.n.) și una din perioada Halstatt (secolele al XII-lea–al V-lea î.e.n.) —; trei necropole  —
una din secolele al II-lea–al III-lea e.n., o alta din epoca migrațiilor (secolele al IV-lea–al V-lea) și una medievală timpurie (secolele al VIII-lea–al XI-lea) — precum și o așezare medievală din secolele al XVI-lea–al XVIII-lea, ultima aflată la 1,5 km sud de sat.